# Transgene rastline
Transgene rastline vsebujejo enega ali več genov, ki so bili preneseni iz druge vrste. Čeprav se lahko DNK iz druge vrste integrira v genom rastline tudi po naravni poti, se izraz »transgene rastline« nanaša na rastline, ustvarjene v laboratoriju s tehnologijo rekombinantne DNK. Cilj je ustvariti rastline s specifičnimi karakteristikami preko umetne vstavitve genov iz druge vrste, včasih celo iz drugega kraljestva.
Različice, ki vsebujejo gene dveh različnih rastlinskih vrst, so pogosto ustvarjene s klasičnim gojenjem pri katerem namenoma vsilijo hibridizacijo med različnimi rastlinskimi vrstami, ko le-te nosijo medspecifičen gen z namenom, da se razvije pridelek, odporen proti boleznim. Pri klasičnem rastlinskem gojenju se uporabljajo številne in vitro tehnike, kot so fuzija s protoplasti, »embryo rescue« ali mutageneza, s katerimi proizvedemo rastline, ki jih v naravi ne najdemo.
Takšne tradicionalne tehnike (uporabljene že od leta 1930) niso nikoli bile kontroverzne ali tarča javnih razprav, razen med profesionalnimi biologi, in so omogočile pridelovalcem možnosti za razvoj osnovnih prehrambenih pridelkov – v prvi vrsti vrste pšenice, ki so odporne proti uničujočim rastlinskim boleznim ,kot so rja in plesni.  Hope (prev. upanje) je vrsta tako pridelane pšenice, ki jo je vzgojil E. S. McFadden z genom divje trave. Hope je rešila ameriške pridelovalce žita pred uničujočo rjo stebla, ki je izbruhnila v Združenih državah Amerike v tridesetih letih dvajsetega stoletja.
Metode uporabljene v klasičnem pridelovanju, s katerimi pridobimo rastline z DNK dveh vrst z nerekombinantimi metodami so dobro poznane med profesionalnimi rastlinskimi znanstveniki in igrajo pomembno vlogo v zagotavljanju stabilne prihodnosti agrikulture z zaščito pridelka pred nadlogami in pomoči pri boljšem izkoriščanju zemlje in vode.

## Naravni prenos genov med vrstami
Naravni prenos genov med vrstami (imenovan tudi horizontalni prenos genov, lateralni prenos genov) se lahko pojavi zaradi prenosa genov, uravnavanega na naraven način. 
Takšen naravni prenos genov med vrstami so na veliko zaznali med genetsko preiskavo različnih naravnih prenosnih genetskih elementov, kot so transpozoni in retrotranspozoni, ki se naravno premestijo na nova mesta v genomu ter se velikokrat premaknejo v nove vrste v teku evolucije. Obstaja več tipov naravne prenosljive DNK in vse so v obilju detektirali v prehrambenih pridelkih, npr. v rižu. 
Ti različni prenosni geni igrajo veliko vlogo pri dinamičnih spremembah kromosomov v evoluciji in so pogosto dobili precej nenavadna imena kot so mornar, potepuh, transsibirski ekspres, Osmar, Helintron, speča princesa, MITE in MULE. S tem so poudarili njihove lastnosti prenašanja in prehajanja med vrstami.
Prenosni genski material je velik del DNK veliko rastlin in naravna dinamika sprememb na kromosomih rastlinskih pridelkov, povzročenih zaradi naravne transgene DNK, posnemajo v  genetskem inženirstvu v laboratorijih, npr. uporaba transpozonov kot genetsko orodje ter molekularno kloniranje.
O naravnih transgenih pojavih pri rastlinah prek premika prenosne DNK, imenovane MULE, med rižem in laškim muhvičem (Setaria italica) obstaja nova znanstvena literatura.
Jasno postaja, da so naravne premestitve DNK in horizontalni prenos genov pomembne v naravni evoluciji. Veliko, če ne celo večina rastlin s cvetovi se je razvila s transgenezo – to je nastanek naravnih medvrstnih hibridov, v katerih so združeni kromosomski seti različnih rastlinskih vrst. Potem je pa tu še dolga in bogata zgodovina medvrstnega križanja s tradicionalnimi metodami.

## Načrtovan nastanek transgenih rastlin med gojenjem
Pridelovanje transgenih rastlin s križanjem je nujen vidik običajnega gojenja rastlin že celo stoletje. Brez tega bi bila zanesljivost oskrbe s hrano zaradi izgub, povzročenih z nadlogami, kot so rja in plesni, močno ogrožena. Prvi zgodovinsko zabeležen primer medvrstnega transgenega hibrida žita je bil med pšenico in ržjo (Wilson, 1876)
Tradicionalni gojitelji so v 20. stoletju večkrat med normalno hrano uvedli takšne pridelke, pri čemer so umetno obšli ovire plodnosti rastlin. Prav tako je bila več desetletij na veliko izkoriščena genetsko spremenjena pšenica z velikimi odseki rženega genetskega materiala v njeni DNK.
Ob koncu tridesetih let dvajsetega stoletja so z vpeljavo kolhicina hibridizirali trajnice s pšenico, da bi s tem prenesli odpornost in trajnost v enoletnice. Prav tako je bila vzpostavljena velikopotezna praktična uporaba hibridov, ki je vodila v razvoj tritikale (Triticosecale) in ostalih novih transgenih žit. Leta 1985 je Plant Genetic Systems (Gent, Belgija  - ustanovitelja Marc Van Montagu in Jeff Schell) bila prva družba, ki je z genskim inženirstvom razvila tobakovec, odporen proti žuželkam, saj je izražal gene z zapisom za insekticidne lastnosti bakterije Bacillus thuringiensis.

## Nevarnosti za gojene vrste pšenice
Pomembne nevarnosti (paraziti, patogeni) za gojene vrste pšenice so (gen, npr. Lr9 sledi vrsta iz katere izvira). Odpornost na bolezni:
- Rja listov

- Lr9 Aegilops umbellula
- Lr18 Triticum timopheevi
- Lr19 Thinopyrum
- Lr23 Triticum turgidum
- Lr24 Agropyron elongatum
- Lr25 Secale cereale
- Lr29 Agropyron elongatum
- Lr32 Triticum tauschii

- Rja stebla

- Sr2 Triticum turgidum (»Hope« ) McFadden, E. S. (1930) J. Am. Soc. Agron. 22, 1020-1031 .
- Sr22 Triticum monococcum
- Sr36 Triticum timopheevii

- Žitna progasta rja

- Yr15 Triticum dicoccoides

- Plesen

- Pm12 Aegilops speltoides
- Pm21 Haynaldia villosa
- Pm25 Triticum monococcum

- Virus-črtasti mozaik pšenice

- Wsm1 Agropyron elongatum

Odpornost proti mrčesu
- Hesenska žitna hržarica

- H21 Secale cereale H23
- H24 Triticum tauschii
- H27 Aegilops ventricosa

- Ogorčica žit

- Cre3 (Ccn-D1) Triticum tauschii

- Metulji

- Bt Bacillus thuringiensis

## Rastline, spremenjene z genetskim inženiringom
Namenska pridelava transgenih rastlin na podlagi laboratorijske tehnike rekombinante DNK je mlajša (od sredine 70-ih naprej) in je že od vsega začetka kontroverzen razvoj na področju biotehnologije. Nasprotuje ji veliko nevladnih organizacij kot tudi državnih vlad, še posebej znotraj Evropske skupnosti. Te transgene rekombinantne rastline spreminjajo agrikulturo v regijah, ki so dovolile kmetovalcem njihovo uporabo. Takšnih regij je od prvega pojava leta 1996 vedno več povsod po svetu.
Transgene rekombinantne rastline so ustvarjene v laboratoriju z vstavitvijo enega ali več genov v genom rastline s tehnikami transformacije. Transformacijo najpogosteje dosežemo z uporabo biolistike – rastline z zlatimi delci ali horizontalnim prenosom genov z bakterijo Agrobacterium tumefaciens, ki nosi želeni genski material (plazmidni vektor ali drug nosilec izbranih genov).
Transgene rekombinante rastline spadajo v razred genetsko spremenjenih organizmov. Po navadi so tarča javnih razprav le transgene rastline, ki so bile ustvarjene z direktno DNK manipulacijo.
Transgene rastline so bile namensko ustvarjene zaradi več razlogov: daljši rok uporabe na policah, odpornost proti boleznim, rastlinojedcem, mrčesnim nadlogam, nebiološkemu stresu, kot sta suša ali pomanjkanje dušika, in za izboljšavo prehrane. Prvi moderen rekombinanten izdelek za prodajo je bil v ZDA leta 1994 paradižnik FlavrSavr, ki naj bi imel daljši rok uporabe na policah. Prvo konvencionalno transgeno žito, vzgojeno z znanstvenim gojenjem, je bil hibrid rži in pšenice leta 1876 (Wilson). Prvo transgeno žito je bila najbrž pšenica, ki je že sama po sebi naravno transgena rastlina, ki izvira iz najmanj treh različnih starševskih rastlin.
Genetsko spremenjeni organizmi so bili pred prihodom komercialno sprejetih pridelkov, kot je  paradižnik FlavrSavr, gojeni izključno v laboratorijih. Po prihodu paradižnika FlavrSavr pa so določene gensko spremenjene pridelke, kot sta genetsko spremenjeni soja in koruza, v ZDA začeli širše gojiti na prostem.
Komercialni dejavniki, še posebej visoki stroški raziskav in regulacije, so do sedaj precej omejevali raznolikost modernih transgenih pridelkov na glavne tržne proizvode, ampak  nedavno so se pričeli projekti z namenom povečati vzgojo pridelkov, ki so lokalno pomembnejši kot npr. proti insektom odporen goveji grah za Afriko in jajčevec za Indijo.
Transgene rastline se uporabljajo še za biookrevanje onesnažene zemlje. Iz zemlje lahko s transgenimi rastlinami, ki vsebujejo gene za bakterijske encime, uspešno odstranimo onesnaženje z živim srebrom, selenom in organskimi onesnaževalci (npr. PCB).

## Regulativa na področju transgenih rastlin
V ZDA regulacijo transgenih organizmov, vključujoč rastline, narekuje Coordinated Framework for Regulation of Biotechnology. Vključene so tri agencije:
- USDA - inšpekcija za živali in rastline
- EPA - ocenjuje potencialne vplive na okolje, še posebej pri genih, ki vplivajo na pesticide
- DHHS, Urad za prehrano in zdravila (FDA) – ocenjujeta nevarnost za človeško zdravje, če je rastlina namenjena uporabi pri ljudeh

## Nevarnosti za okolje
Potencialni vpliv na bližnje ekosisteme je ena največjih skrbi, povezanih s transgenimi rastlinami.
Transgene rastline lahko imajo signifikanten vpliv na okolje, če je rastlina sposobna povečati frekvenco pojavljanja in obstajati v naravnih populacijah. Te skrbi so podobne tistim pri konvencionalno gojenih rastlinah. Upoštevati je potrebno več dejavnikov tveganja:
- ali je transgena rastlina sposobna rasti izven kultivacijskega področja
- ali lahko transgena rastlina prenese gene na lokalno divjo vrsto in, če ja, ali so potomci sposobni razmnoževanja
- ali transgenost prinese novi divji rastlini prednost ali ne

Veliko gojenih rastlin se lahko združi in hibridizira z divjimi sorodnicami, če so gojene v bližini. Tako lahko kultivirana rastlina prenese katerokoli kombinacijo genov na hibrid. To se velja v enaki meri na transgene kot za konvencionalno gojene rastline in v vsakem primeru imajo geni, ki rastlinam dajejo prednosti v primerjavi z drugimi, tisti, ki imajo negativen vpliv na okolje. Po navadi to ni velik problem, čeprav je obstajal strah, da bi »mutirane supertrave« prerasle lokalno rastlinje: v večini primerov so hibridi nesposobni razmnoževanja zaradi poliploidije in ne bodo živeli dolgo po tem, ko bo gojena rastlina odstranjena iz okolja. Vendar to ne pomeni, da ni možnosti za negativen vpliv transgenih rastlin na okolje.
V nekaterih primerih lahko pelod gojene rastline prepotuje veliko kilometrov, preden oplodi drugo rastlino. To lahko oteži ocenjevanje potencialne nevarnosti križanja rastlin med vrstami; veliko relevantnih hibridov je namreč lahko precej daleč od testnega območja. Med rešitvami tega problema je sistematski načrt preprečitve prenosa transgenosti, npr. Terminator Technology in genska transformacija zgolj kloroplastov, tako bi le seme transgene rastline nosilo transgen.
Obstajajo najmanj trije načini, kako lahko transgen zapusti kultivirano območje:
- hibridizacija z netransgenimi gojenimi rastlinami iste vrste
- hibridizacija z divjimi rastlinami iste vrste
- hibridizacija z divjimi rastlinami sorodne vrste

Dejavniki, ki morajo biti prisotni, da bo potekla transformacija:
- transgene rastline morajo biti zelo blizu divjih vrst
- divje in transgene rastline morajo cveteti ob istem času
- divje in transgene rastline morajo biti genetsko kompatibilne

Da to hibridno potomstvo preživi, mora biti:
- sposobno za življenje in plodno
- mora nositi transgen

Študije predvidevajo, da je pobeg transgenosti možen preko hibridizacije z divjimi rastlinami sorodne vrste.
1. Znano je, da so se nekatere rastline hibridizirale z divjimi rastlinami nasprotnega spola
2. razširjanje transgena v divji populaciji je povezano s sposobnostjo gena; koristni geni se bojo razširili zelo hitro, nevtralni se bodo širili z genetskim tokom, nekoristni se bodo širili le s konstantnim dotokom
3. vpliv transgenov na okolje ni popolnoma poznan, na splošno pa je sprejeto mnenje, da bodo geni, ki izboljšujejo sposobnosti v povezavi z neživimi faktorji (klima, vsebnost soli in mineralov v zemlji, temperatura ...), dali hibridne rastline z dovolj sposobnostmi, da bodo postale invazivne

Prav tako je pomembno, da so se zahteve vlad držav v razvoju precej razvile v zadnjem desetletju.

## Vpliv transgenih rastlin na agrikulturo
Zunanje križanje transgenih rastlin ni le potencialna nevarnost za okolje, prav tako lahko povzroči nemalo težav kmetovalcem in proizvajalcem hrane. Veliko držav ima drugačne legislative za transgene in konvencionalno gojene rastline, prav tako kot tudi za hrano in krmo, ki izvira iz njih. Potrošniki zahtevajo svobodo odločanja pri kupovanju gensko spremenjenih in konvencionalnih pridelkov, zato morajo kmetovalci in proizvajalci ločiti obe liniji. To pa zahteva soobstoj meritev na polju in sledljivost meritev skozi celoten proces proizvodnje hrane in krme. Raziskovalni projekti Co-Extra, SIGMEA in Transcontainer preiskujejo možnosti za preprečitev zunanjega križanja in mešanja transgenega in netrasgenega pridelka ter kako bi lahko zagotovili popolni nadzor in ločitev obeh proizvajalnih procesov.
Pojavlja se tudi skrb, da s prodajo t. i. terminatorskih semen korporacije delajo kmetovalce odvisne od svojih proizvodov, saj morajo le-ti zaradi sterilnih pridelkov kupiti nova semena vsako sezono.